# مفصل انگشت
مفصل انگشتان (به انگلیسی: Knuckle)، مفصل میان انگشتان هستند. این واژه با واژه‌های مشابه در دیگر زبان‌های آلمانی، مانند هلندی "knokkel" (بند انگشت) یا آلمانی "Knöchel" (مچ پا)، یعنی Knöchlein، کوچک‌ترین کلمه آلمانی برای استخوان (Knochen) است. 
از نظر کالبدشناسی، گفته می‌شود که مفصل انگشتان از مفاصل کف‌دستی-بندانگشتی (MCP) و مفصل میان بندانگشت (IP) تشکیل شده‌است. مفصل انگشتان در پایه انگشتان ممکن است به عنوان مفصل انگشت اول یا مفصل انگشت اصلی نامیده شوند، در حالی که مفصل انگشتان در انگشت میانی به عنوان مفصل انگشت دوم و ۳ یا کوچک شناخته می‌شوند. با این حال، اصطلاحات ترتیبی به‌طور متناقض استفاده می‌شود و ممکن است به هر یک از مفصل انگشت اشاره داشته باشد.

## نگارخانه

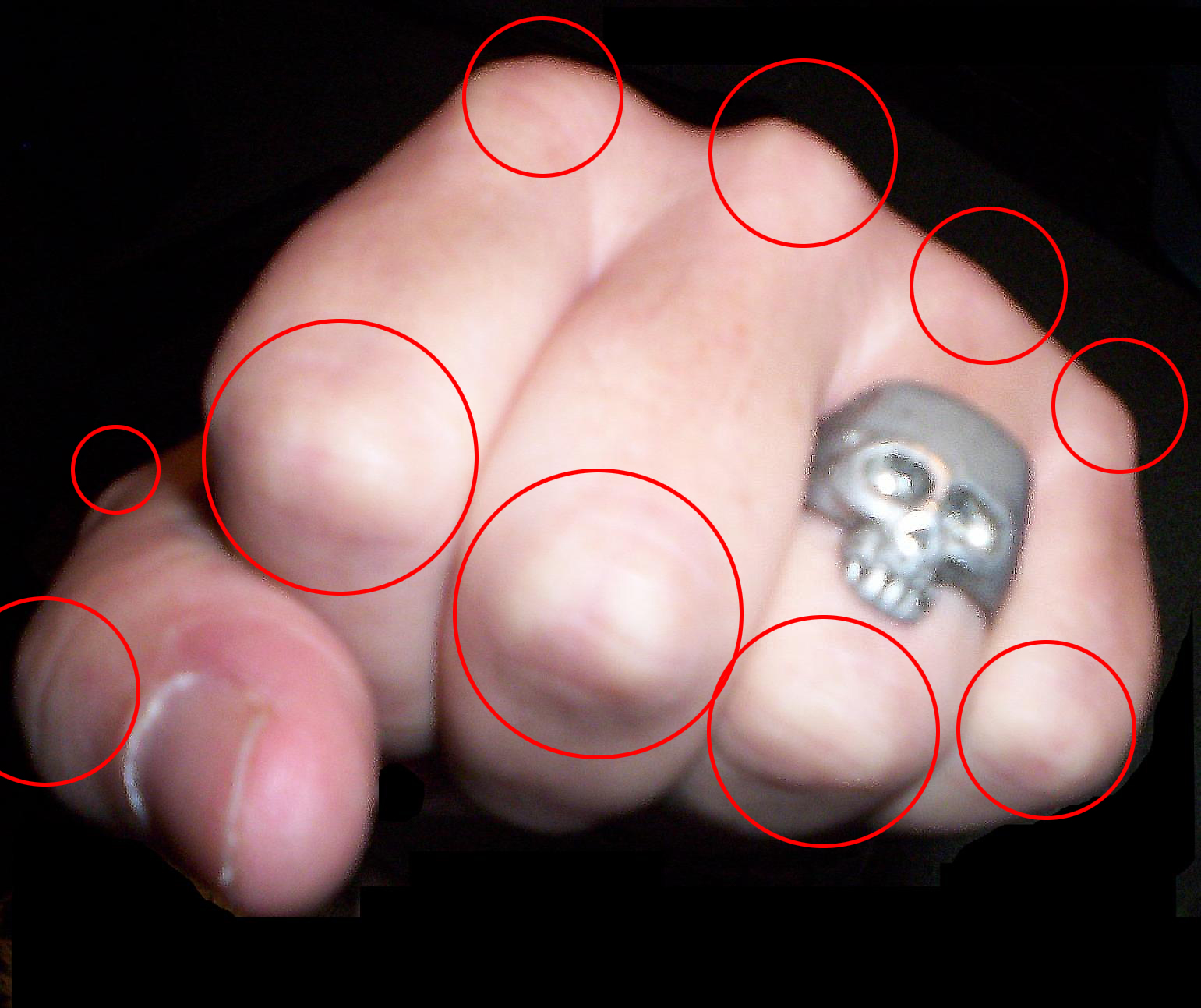
مشت گره‌شده با مفصل انگشت (دایره به رنگ قرمز)
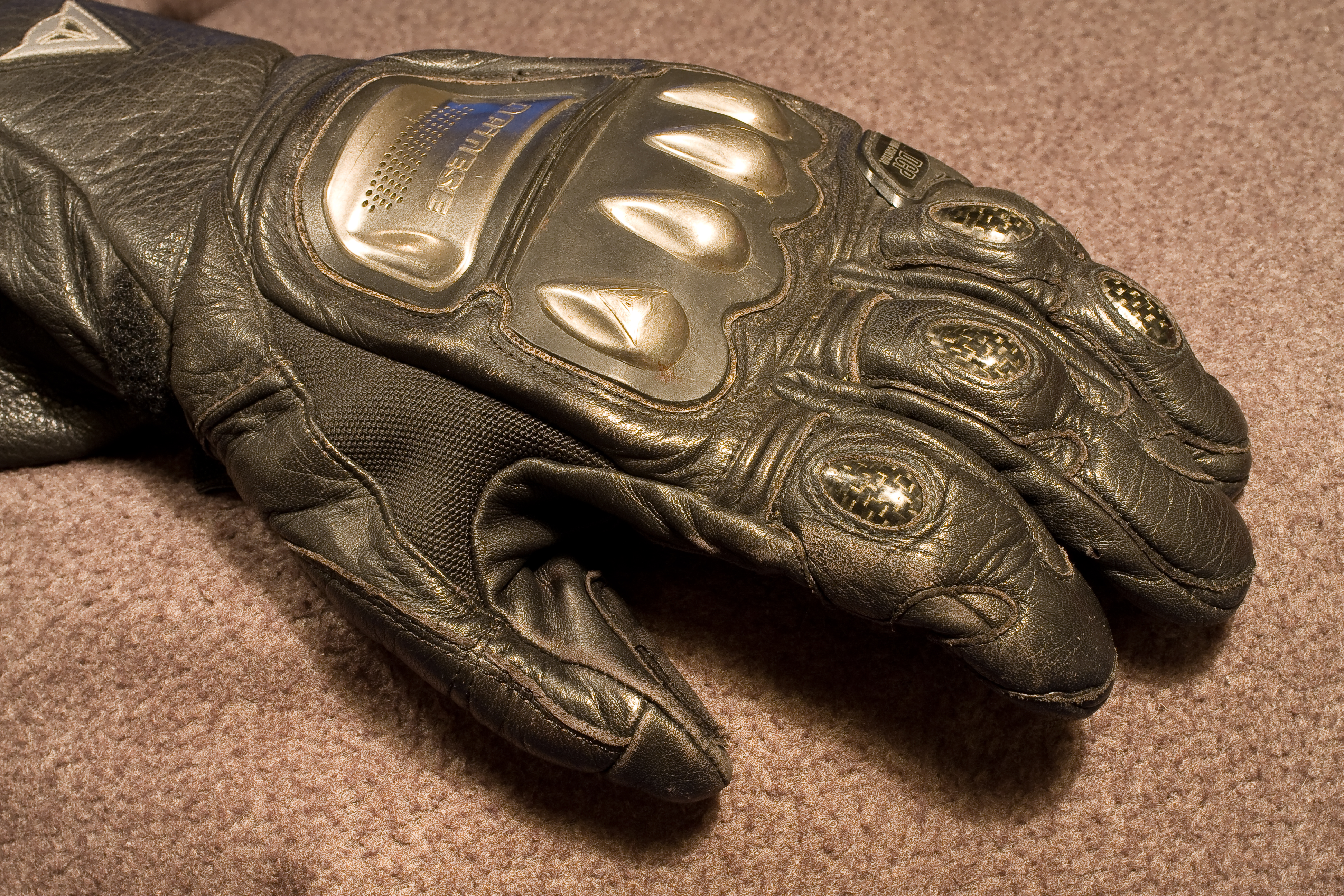
دستکش مسابقه موتورسیکلت با محافظ بند انگشت تیتانیومی